# Ospedale degli Innocenti
Ospedale degli Innocenti (Bolnica nedolžnih ljudi, tudi Zavetišče za najdenčke, znana tudi v starem toskanskem narečju kot Spedale degli Innocenti) je zgodovinska stavba v Firencah v Italiji. Oblikoval jo je Filippo Brunelleschi , ki je leta 1419 dobil naročilo od ceha svilarjev, Arte della Seta. Prvotno je bila otroška sirotišnica. Velja za pomemben primer zgodnje italijanske renesančne arhitekture. Bolnišnica ima ložo veliko devet obokov s pogledom na Piazza SS. Annunziata. Ta ceh je bil eden najbogatejših v mestu in se je, tako kot večina cehov, ukvarjal s človekoljubnimi dolžnostmi. 
Fasada je sestavljena iz devetih polkrožnih lokov na stebrih kompozitnega reda. V spandrelih lokov so emajlirani modri terakota rondeli z reliefi dojenčkov, ki jih je oblikoval Andrea della Robbia, ki nakazujejo na funkcijo stavbe. Poudarek je na horizontali, ker je stavba daljša od višine. Nad vsakim polkrožnim lokom je tabernakeljsko okno (pravokotno okno s trikotnim robom na vrhu).
Stavba razkriva čist in jasen občutek sorazmernosti. Višina stebrov je enaka širini interkolumniju in širini arkade, pri čemer je vsak obok kocka. Njihove preproste razsežnosti odražajo novo dobo, eno od posvetnega izobraževanja in občutek velikega reda in jasnosti. Podobno je višina ogredja polovica višine stebra, kar je primerno za jasno mislečo družbo.
Otroci so bili včasih zapuščeni v vodnjaku, ki je bil v prednjem delu. Vendar je bil ta odstranjen leta 1660 in ga je nadomestilo kolo za skrivno zatočišče [3]. Vrata so imela posebno vrtljivo vodoravno kolo, ki je otroka pripeljalo v stavbo, ne da bi bila starša vidna. To je ljudem omogočilo, da so svoje otroke zapustili anonimno, da zanje skrbi sirotišnica. Ta sistem je obratoval do zaprtja bolnišnice leta 1875. Današnja stavba ima majhen muzej renesančne umetnosti z deli Luca della Robbia,  Sandra Botticellija, Piera di Cosima in Domenica Ghirlandaia.

## Zgodovina stavbe
Bolnišnica je bila zgrajena v več fazah, le prva faza (1419-1427) je bila pod neposrednim nadzorom Brunelleschija. V poznejših fazah je bilo dodano podstrešje (1439), vendar so bili  izpuščeni pilastri, za katere se zdi, da si jih je zamislil Brunelleschi in razširili stavbo z en obok na jug (1430). Barvni terakota medaljoni Andree della Robbia so vidni v spandrelih lokov, tako imenovani »dojenčki«, ki so bili postavljeni leta 1485. Kljub priljubljenosti teh medaljonov danes, niso bili prvotni Brunelleschijev namen. Kasneje je bil dodan obokan prehod v oboku levo od lože. Ker je bila loža začeta pred začetkom bolnišnice, ta ni bila uradno odprta do leta 1445 .

## Oblikovanje
Zasnova je temeljila na klasični rimski, italijanski romanski in poznogotski arhitekturi. Loža je bila dobro znana vrsta stavbe, kot je Loggia dei Lanzi. Toda uporaba okroglih stebrov s klasično pravilnimi kapiteli, v tem primeru kompozitnega reda, v povezavi z impost bloki, je bila nova. Tudi krožni loki in segmentirane kroglaste kupole za njimi.  Arhitekturni elementi so bili tudi razločni v sivem kamnu glede na bele stene. Ta motiv je postal znan kot pietra serena (italijansko 'miren kamen'). Nova je bila proporcionalna logika. Višine stebrov na primer, niso bile poljubne. Če je vodoravna črta potegnjena vzdolž vrhov stebrov, se kvadrat ustvari iz višine stebra in razdalje od enega stebra do drugega. Ta želja po pravilnosti in geometrijskem redu je postala pomemben element v renesančni arhitekturi. 

### Portik
Zunanji portik je bil vsekakor delo Brunelleschija. Dolg je 71 metrov in je sestavljen iz devetih travej z rebrastimi oboki in okroglimi loki, ki počivajo na stebrih iz peščenjaka. V primerjavi s trgom je dvignjen s stopnicami, na koncih pa ga obkrožata dve trdni telesi, omejeni s pilastri z žlebovi in vsak s portalom. Zgornji del je sestavljen iz vrste oken, poudarjenih z vencem in s poševno nagnjeno strešno kritino s štrlečim žlebom.
Stavba s pogledom na trg se dviga nad stopniščem, zanjo je značilen portik, ki ga na sredini postavlja devet velikih lokov na stebrih s kompozitnimi kapiteli, na straneh pa še dva loka, obdana s pilastri. Na teh in na lokih počiva svetlobni arhitrav, ki ga nadgrajuje venec, na katerega so postavljena okna s timpanonom.

#### Izbira materialov in oblike
Vrsta elementov, ki so bili izbrani zaradi omejevanja stroškov, je bila osnova enega najsrečnejših arhitekturnih dosežkov, ki je imel izjemen vpliv na poznejšo arhitekturo, čeprav so jo na novo interpretirali na neskončen način. Najprej so bili izbrani poceni materiali, kot je pietra serena, ki se je doslej v arhitekturi malo uporabljal zaradi krhkosti na atmosferske vplive, in beli omet, ki je ustvaril tisto uravnoteženo kombinacijo sive in bele barve, ki je postala značilnost florentinske in renesančne  arhitekture na splošno.
Poleg tega je bilo za prihranek denarja znova izbrano neizkušena delovna sila, zaradi česar je bilo treba poenostaviti tehnike gradnje. Na primer, modul med stebri, ki se sorazmerno ponavlja v celotni zgradbi, ni bil izračunan med osrednjimi osmi stebrov, ampak bolj preprosto med zunanjimi točkami podstavkov. Ta modul (10 florentinskih krakov, približno 5,84 metra) določa tudi višino od podnožja stebra do vključenega pulvinusa, širino portika, premer lokov, višino zgornjega nadstropja, merjeno onkraj venca; pol modula je polmer obokov in višina oken; dvojnik modula je višina od tal verande do okenske police. Rezultat je bila izjemno jasna arhitektura, kjer lahko spontano dojamemo preprost, a učinkovit ritem arhitekturnih členov, na primer pod portikom zaznamo idealno zaporedje kock, ki jih presegajo poloble, vpisane v samo kocko.
Modul, izračunan na tradicionalen način, med središči stebrov, daje merilo enajstih ročic, ki so jih uporabljali v osrednjem delu bolnišnice in v drugih arhitekturah Brunelleschija, kot sta San Lorenzo in Santo Spirito.

#### Dekorativni elementi
Ogredje ima preproste nagnjene letve, stebre pa kronajo kompozitni kapiteli z blazino, glede na vrsto, ki jo je izbral Brunelleschi, ki je bil morda navdihnjen z romanskimi okraski San Pier Scheraggio ali Santi Apostoli. Polkrožni lok je uporabila tudi nedavna preteklost mestne arhitekture, na primer Loggia della Signoria, okna s trikotnim timpanonom pa so zelo podobna tistim iz krstilnice sv. Janeza. Drugi element, ki se je v Brunelleschijevi arhitekturi ponavljal, so bili okulusi v spandrelih med loki, kot jih najdemo na primer v Stari zakristiji v sv. Lovrencu ali v Masacciovi freski Sveta Trojica, za katero je Brunelleschi predvidel perspektivno shemo. Vendar pa reliefi v beli in modro glazirani terakoti z znamenitimi kerubini niso sodobni v času Filipa: dodal jih je šele leta 1487 Andrea della Robbia, verjetno namesto praznih vdolbin in poživil arhitekturno prostornino. Za sedanje tonde je značilna prisotnost figure novorojenčka v plenicah, ki je kasneje postal simbol samega "Spedalea".
Dva kroga na straneh sta imitacija, prav tako bočna okrasitev, ki jo je mogoče pripisati posegu leta 1845, ki ga je izvedel arhitekt Leopoldo Pasqui.

#### Zgornje nadstropje
Zgornje nadstropje, zgrajeno šele po letu 1435, je okrašeno le z oznako venca, kjer je pravokotno okno s timpanonom nad vsakim lokom. Morda ta načrt ni bil del prvotnega projekta in brez njega bi bile stavbe okoli dvorišča vidne s trga v popolni perspektivi zbliževanja z ložo. Obstaja ikonografska dokumentacija o tem, kako bi morala biti bolnišnica brez zgornjega nadstropja v luneti na sliki Pogreb sv. Avguština Benozza Gozzolija (1464-1465) v cerkvi Sant'Agostino v San Gimignano.

#### Freske in doprsni kipi portika
Pod portikom so freske Bernardina Poccettija (ki je imel prebivališče v bolnišnici in trgovino na vogalu via della Colonna), tako v oboku na sredini kot v lunetah na koncih, ki kronajo marmorne doprsne kipe del velikih vojvod Cosima I., Francesca I. in |Ferdinanda, ki jih je podpisal Giovanni Battista Sermei iz Fiesola; prvi na levi, Francesco I. Zunaj portika je še en doprsni kip Cosima II., ki ga je podpisal Francesco Gargiolli, ki ga je mogoče podati na podlagi napisa iz leta 1602.
Na isti levi glavi (vendar to ni prvotna lokacija) je rešetka, čez katero je bilo leta 1875 zaprto "kolo nedolžnih"; nad levimi vrati (ki vodijo do cerkve Santa Maria degli Innocenti, delo Filipa Brunelleschija, ki ga je leta 1785 korenito preoblikoval arhitekt Bernardo Fallani) je freska Večni oče in sveti mučenci Innocenti, avtorja Giovannija di Francesca del Cervelliere, datirana v leto 1459; nad vrati na desni je še ena freska, ki prikazuje Jezusa z otroki, avtorja Gaspara Martellinija (1843).

### Križni hodniki
Notranji prostori so bili skrbno racionalizirani in so bili model za vse naslednje bolnišnične stavbe: območje za moške in eno za ženske, ki so bili neodvisni. Brunelleschi je v dolgem križnem hodniku žensk uporabljal vitke stebre v jonskem slogu, "ženskem" slogu par excellence. Bilo je veliko umetnin in tehničnih naprav, na primer prisotnost vdolbin v vogalnih stebrih, ki so služili kot žleb.
Gradnja se je nadaljevala pod vodstvom Francesca Della Lune, ki je skrbel za prostore, namenjene ženskam, vključno z njihovim križnim hodnikom. Bolnišnico je 11. aprila 1451 posvetil škof Sant'Antonino Pierozzi.
- Freske v oboku lože, Bernardino Poccetti
- Moški križni hodnik
- Dolg ženski križni hodnik v jonskem slogu

### Tondi
Nad vsakim stebrom je keramični tondo. Zanje je Brunelleschi prvotno mislil, da bi bili prazni, vendar je bilo okrog 1490 Andrea della Robbiji naročeno, da jih napolni . Oblika kaže otroka ob preoblačenju. Nekateri tondi so še vedno izvirni, nekateri pa iz devetnajstega stoletja.
Označbe Ameriške akademije za pedijatrijo temeljijo na enem od tondov.

### Cerkev
Bolnišnična cerkev, do katere se dostopa iz portika, je bila posvečena Santa Maria degli Innocenti. Leta 1786 sta jo notranje modernizirala Bernardo Fallani in Sante Pacini, ki sta obok poslikala z Mojzesom, rešenim iz vode.
Veliki oltar, ki prihaja iz uničene cerkve San Pier Maggiore, je bil zgrajen v 17. stoletju iz poldragega kamna in je okrašen z Oznanjenjem Mariotta Albertinellija in Giovannija Antonia Soglianija. Oltar je uokvirjen z lokom z dvema stebroma in marmorno ograjo. Na straneh so dvoje orgle; leve pokriva velarij na katerem Rachel joka za svojimi otroki; na desni Jožefove sanje, dve sliki Sante Pacinija, ki je okrasil tudi strop, Giovacchino Masselli pa druge stene.
Poleg krstilnika iz poznega 14. ali zgodnjega 15. stoletja cerkev ohranja tudi platno Mattea Rossellija iz 17. stoletja, ki prikazuje Devico v slavi med sv. Martino in Gallo.

## Muzej
Ideja o ustanovitvi muzeja v Innocentiju se je porodila leta 1853, ko so se odločili za najbolj vidno odlaganje umetniških dobrin v zgodovini institucije. Po štirih stoletjih vlade, v kateri je bilo zbranih na stotine umetnin, komisar Carlo Michelagnoli v okviru načrta za oživitev gospodarstva prvič postavlja problem upravljanja te dediščine. Komisarjev pragmatičen pristop je bil naklonjen prodaji manj pomembnih del, ki so tako končala v rokah zbirateljev in v prestižnih evropskih zbirkah, kot je zbirka Victoria in Albert Museum v Londonu. Leta 1890 je na območju današnjega ženskega križnega hodnika dokumentirano odprtje muzeja v treh prostorih v pritličju. Prva razstava je razstavljala sedeminštirideset del, ki veljajo za najprestižnejša. V naslednjih letih so muzej razširili na druga dela, kot je na primer Čaščenje Treh kraljev Domenica Ghirlandaia, ki je od nastanka vedno ostalo na glavnem oltarju cerkve Santa Maria degli Innocenti.
Postopek rasti, ki je vključeval tudi prikaz artefaktov, povezanih z zgodovino ustanove, vključno z  materiali, kot je fotografski album, ki ga je tovarna Brogi ustvarila za predstavitev bolnišnice na Univerzi v Parizu leta 1900. Leta 1971 so muzej preselili v galerijo nad fasadnim portikom. Ta poseg se je rodil ob poplavi, ki se je nekaj let prej dotaknila prostorov v pritličju, kjer je bila razstava 19. stoletja. Za pripravo nove galerije je zaslužen Luciano Berti, ki je zaslužen za zavarovanje razstavljenih del.
Več kot štirideset let po posredovanju Guida Morozzija je bil ustvarjen novi Museo degli Innocenti, ki je preoblikoval dualizem med umetnostjo in zgodovino. Muzej, odprt 24. junija 2016, ponuja tri tematske poti za obiske (zgodovina, arhitektura, umetnost), ki poskušajo rekonstruirati enotno pripoved, ki obiskovalca lahko odkrije kompleksnost dediščine Innocenti.
Med najpomembnejšimi deli najdemo sliko Madona z otrokom in angelom Sandra Botticellija, ki priča o mladostni fazi, v kateri je umetnik še vedno povezan z mojstrom Filipom Lippijem, v čigar delavnici je opravljal svoje vajeništvo pred svojim slogovnim pristopom k Verrocchio. V muzeju je Ghirlandaiovo, eno od slikarjevih mojstrovin, Čaščenje Treh kraljev, oltarna slika, naslikana v sodelovanju z njegovima bratoma Davidom in Bartolomeom di Giovannijem, je bila prvotno postavljena na veliki oltar cerkve Santa Maria degli Innocenti. Naročena 23. oktobra 1485, velja za najbolj reprezentativno delo inštituta s civilnim, političnim in verskim pomenom.
Izum iz glazirane terakote Luca della Robbia najde eno svojih prvih aplikacij pri Madoni in otroku v Museo degli Innocenti. Delo na stranskem oltarju ženske cerkve verjetno izvira iz prve skupine pohištva Inštituta, ki je bila odprta za sprejem leta 1445.
Neri di Bicci je po naročilu trgovca Bartolomea Lenzija naslikal Marijino kronanje, ki naj bi ga postavili na desni oltar cerkve Istituto degli Innocenti.
Muzej hrani druga dela, na primer Ustoličena Madona z otrokom in svetniki Piera di Cosima in Madonna degli Innocenti Jacopina del Conteja.
Pomembno pričevanje o življenju znotraj inštituta so znaki prepoznavanja otrok: sto štirideset majhnih predmetov, vključno z zlomljenimi medaljami, kroglicami rožnega venca, gumbi, kosi tkanine, barvnim steklom, vzbuja navado staršev, da jih dajo med pasove svojega novorojenčka, namenjenega zapustitvi, ki bi staršem omogočili, da prepoznajo prepoznajo svojega otroka leta po opustitvi.
Zgodbo o Innocenti omenja tudi freska Bernardina Poccettija, ki je postavljena v jedilnico deklet: delo prikazuje pokol nedolžnih in prizore iz življenja Innocentov.
- Luca della Robbia, Madona in otrok prikazuje kartušo, 1446-1449
- Madonna degli Innocenti, florentinski slikar srede 16. stoletja..
- Znaki prepoznavanja otrok, ki so v času opustitve ostali med skupinami zapuščenih.

## Vpliv v arhitekturi
Arhitektura Ospedale degli Innocenti je imela dolgotrajen vpliv na kasnejšo arhitekturo. Vrsta dvignjene lože s pogledom na mestni trg je bila zvesto prevzeta v bolnišnici San Paolo, tudi v Firencah, ali v Ospedale del Ceppo v Pistoii.
Toda predvsem na piazza della Santissima Annunziata je fasada določala urbano konformacijo vseh sosednjih stavb: od sredine 15. stoletja sta Michelozzo in nato Leon Battista Alberti prenovila baziliko Santissima Annunziata, na fasado pa dodali portirano vežo; leta 1516 sta Antonio da Sangallo starejši in Baccio d'Agnolo zgradila dvojno ložo na nasprotni strani trga, ložo Marijinih služabnikov; nazadnje leta 1601 je portik na celotni severni strani dokončal Giovanni Battista Caccini in ustvaril perspektivni kontinuum na trgu, ki je bil še posebej očiten, ko se prihaja s trga Piazza del Duomo, po ulici dei Servi po stopinjah tradicionalne procesije vsako leto 25. marca.
Namesto tega se je Leon Battista Alberti oddaljil od Brunelleschijeve lože, ki je namesto stroge pravilnosti imel raje bogatejše, elegantnejše in harmoničnejše sorte. Pravzaprav je raje postavil arhitrav na stebre, medtem ko je za osnovo lokov izbral predvsem stebre, pri čemer se je skliceval na rimsko cesarsko arhitekturo.

## Piazza Santissima Annunziata
Sirotišnica definira vzhodno stran Piazza Santissima Annunziata, drugi dve glavni fasadi pa sta bili zgrajeni pozneje, da bi posnemali Brunelleschijevo ložo. Trg ni zasnoval Brunelleschi, kot je včasih navedeno v priročnikih. Zahodno fasado, Loggia dei Servi di Maria, je zasnoval Antonio da Sangallo starejši v 1520-ih. Zgrajena je bila za beraški red Servi di Maria, danes pa je hotel. Severno stran trga določa Bazilika della Santissima Annunziata. Čeprav je stavba precej starejša, ji je fasado leta 1601 dodal arhitekt Giovanni Battista Caccini. Konjeniški kip Ferdinanda I. Toskanskega je izdelal kipar Giambologna (psevdonim za Jean de Boulogne) in ga postavil leta 1608. Vodnjak je bil dodan leta 1640.